# Salige er de som tørster
Salige er de som tørster (en noruec Benaurats els que tinguin set) és una pel·lícula noruega de 1997, que es basa en la novel·la policial homònima d'Anne Holt. El paper principal de l'oficial de policia fictici Hanne Wilhelmsen és interpretat per Kjersti Elvik, que també va interpretar el paper de Wilhelmsen a la sèrie de televisió Blind gudinne del mateix any. Va ser dirigida per Carl Jørgen Kiønig que també va dirigir la sèrie de televisió.

## Argument
L'oficial de policia Hanne Wilhelmsen i el seu col·lega Håkon Sand intenten resoldre dos casos aparentment separats. Apareixen grans quantitats de rastres de sang per la ciutat, però no hi ha cossos. Al mateix temps, estan treballant en un cas de violació brutal. Aleshores, de sobte, apareixen els cossos, i finalment veuen la connexió entre els dos casos. Però mentrestant, altres han començat la seva pròpia caça. La cursa està en marxa. Una carrera que va més enllà de la vida o la mort.

## Repartiment
| Paper              | Actor              |
| ------------------ | ------------------ |
| Hanne Wilhelmsen   | Kjersti Elvik      |
| Kristine Håverstad | Gjertrud L. Jynge  |
| Håkon Sand         | Lasse Kolsrud      |
| Finn Håverstad     | Nils Ole Oftebro   |
| Karen Borg         | Anne Ryg           |
| Billy T            | Bjørn Sundquist    |
| Cecilie            | Andrine Sæther     |
| Helen              | Marie Theisen      |
| Isaksen            | Svein Erik Brodal  |
| Erik Henriksen     | Kåre Conradi       |
| Gerhard Brun       | Gard B. Eidsvold   |
| John               | Kai Kenneth Hanson |
| Kaltbakken         | Erik Hivju         |
| Olaf Frydenberg    | Jørgen Langhelle   |
| Hilde              | Janne Langaas      |
| Haldis Gudmundsen  | Eva Meinich        |
| Cato Iversen       | Hans Jacob Sand    |